# Pseudovannuccia hirutai
Pseudovannuccia hirutai är en plattmaskart som först beskrevs av Tajika 1981, och fick sitt nu gällande namn av Faubel och Rhode 1998. Pseudovannuccia hirutai ingår i släktet Pseudovannuccia och familjen Coelogynoporidae. Inga underarter finns listade i Catalogue of Life.